# Cúp bóng đá quốc tế ngoại hạng Anh 2017–18
The 2017–18 Premier League International Cup là mùa giải thứ ba của Cúp bóng đá quốc tế ngoại hạng Anh, giải bóng đá cấp câu lạc bộ châu Âu tổ chức bởi  Premier League danh cho các cầu thủ dưới 23 tuổi.
Porto bảo vệ được danh hiệu khi đánh bại Arsenal 1–0 ở chung kết.

## Thể thức
Giải đấu có 24 đội: 12 đội đến từ các câu lạc bộ Anh và mười hai đội còn lại được mời từ các quốc gia trong châu Âu khác. Các đội được chia thành sáu bảng bốn đội - với hai câu lạc bộ từ Anh và Walse cho mỗi bảng. Những người đội đứng đầu bảng, và hai đội nhì bảng xuất sắc, tiến vào giai đoạn loại trực tiếp của giải đấu. Các trận đấu loại trực tiếp đấu 1 lượt.
Tất cả các trận đấu - bao gồm các trận đấu giữa các đội không phải quốc gia Anh đều được chơi trong Anh và Wales.

### Các đội bóng
| Các câu lạc bộ giải Anh: - Arsenal - Derby County - Everton - Leicester City - Liverpool - Manchester United - Newcastle United - Reading - Sunderland - Swansea City - Tottenham Hotspur - West Ham United | Các câu lạc bộ châu Âu (ngoại trừ Anh và Wales): - Athletic Bilbao - Bayern Munich - Benfica - Celtic - Dinamo Zagreb - Hertha Berlin - Legia Warsaw - FC Porto - PSV Eindhoven - Sparta Prague - Villarreal - Wolfsburg |

## Vòng bảng
| Ghi chú ở bảng xếp hạng                                         |
| --------------------------------------------------------------- |
| Nhất bảng và hai đội nhì bảng xuất sắc nhất lọt vào vòng tứ kết |

### Bảng A
| Đội              | Tr | T | H | B | BT | BB | HS | Đ |
| ---------------- | -- | - | - | - | -- | -- | -- | - |
| Liverpool        | 3  | 2 | 0 | 1 | 5  | 2  | +3 | 6 |
| Newcastle United | 3  | 2 | 0 | 1 | 6  | 4  | +2 | 6 |
| Sparta Prague    | 3  | 1 | 0 | 2 | 5  | 6  | −1 | 3 |
| PSV Eindhoven    | 3  | 1 | 0 | 2 | 5  | 9  | −4 | 3 |

| 24 tháng 10 năm 2017 | Newcastle United                | 2–1       | Sparta Prague    | North Tyneside                                       |  |
| 19:00 BST (UTC+1)    | Brezina og' (19) · Barlaser 76' | Trực tiếp | Drchal pen' (62) | Sân vận động: Blue Flames Ground Lượng khán giả: 491 |  |

| 10 tháng 11 năm 2017 | Liverpool               | 2–1               | Newcastle United | Birkenhead                 |  |
| 19:00 GMT            | Virtue 27' · Ejaria 73' | Report 1 Report 2 | Roberts 22'      | Sân vận động: Prenton Park |  |

| 28 tháng 11 năm 2017 | Liverpool | 0–1               | Sparta Prague | Birkenhead                 |  |
| 19:00 GMT            |           | Report 1 Report 2 | Plavšić 86'   | Sân vận động: Prenton Park |  |

| 30 tháng 11 năm 2017 | PSV Eindhoven                                | 4–3               | Sparta Prague                       | Halewood                 |  |
| 19:00 GMT            | Malen 2' 61' · Guðmundsson 31' · Lammers 40' | Report 1 Report 2 | Čmelík 16' · Drchal 64' · Köstl 66' | Sân vận động: Finch Farm |  |

| ngày 19 tháng 12 năm 2017 | Liverpool                                          | 3–0               | PSV Eindhoven | Birkenhead                 |  |
| 19:00 GMT                 | Brewster 11' · Wilson 24' · Brannagan · Virtue 63' | Report 1 Report 2 | Soulas        | Sân vận động: Prenton Park |  |

| ngày 24 tháng 1 năm 2018 | Newcastle United                            | 3–1      | PSV Eindhoven | North Tyneside                                                          |  |
| 19:00 GMT                | Gallacher 22' · Fernández 47' · Roberts 79' | Chi tiết | Lundqvist 65' | Sân vận động: Blue Flames Ground Lượng khán giả: 0 Trọng tài: Glen Hart |  |

### Bảng B
| Đội            | Tr | T | H | B | BT | BB | HS | Đ |
| -------------- | -- | - | - | - | -- | -- | -- | - |
| Sunderland     | 3  | 2 | 1 | 0 | 5  | 1  | +4 | 7 |
| Leicester City | 3  | 1 | 1 | 1 | 5  | 4  | +1 | 4 |
| Hertha Berlin  | 3  | 1 | 0 | 2 | 2  | 5  | −3 | 3 |
| Legia Warsaw   | 3  | 0 | 2 | 1 | 3  | 5  | −2 | 2 |

| ngày 27 tháng 9 năm 2017 | Leicester City                       | 3–0    | Hertha Berlin | Leicester                                             |  |
| 19:00 BST (UTC+1)        | Hughes 2' · Johnson 40' · Muskwe 47' | Report |               | Sân vận động: King Power Stadium Trọng tài: P. Wright |  |

| ngày 10 tháng 10 năm 2017 | Sunderland                        | 2–0    | Hertha Berlin | Sunderland                                        |  |
| 19:00 BST (UTC+1)         | McNair 42' · Beadling 90' (ph.đ.) | Report |               | Sân vận động: Stadium of Light Trọng tài: Bramall |  |

| ngày 15 tháng 11 năm 2017 | Sunderland | 1–1    | Legia Warsaw | Sunderland                                     |  |
| 19:00 GMT                 | Nelson 87' | Report | Bartczak 33' | Sân vận động: Eppleton Colliery Welfare Ground |  |

| ngày 29 tháng 11 năm 2017 | Legia Warsaw | 0–2    | Hertha Berlin           | Woking                          |  |
| 19:00 GMT                 |              | Report | Kade 64' · Blumberg 88' | Sân vận động: Kingfield Stadium |  |

| ngày 14 tháng 12 năm 2017 | Leicester City          | 2–2               | Legia Warsaw                  | Leicester                                          |  |
| 19:00 GMT                 | Ndukwu 21' · Knight 32' | Report 1 Report 2 | Cichocki 10' · Bondarenko 67' | Sân vận động: Holmes Park Trọng tài: Andrew Miller |  |

| ngày 23 tháng 1 năm 2018 | Sunderland                  | 2–0      | Leicester City | Sunderland                                           |  |
| 19:00 GMT                | Connelly 35' · Embleton 43' | Chi tiết |                | Sân vận động: Stadium of Light Trọng tài: Karl Evans |  |

### Bảng C
| Đội           | Tr | T | H | B | BT | BB | HS | Đ |
| ------------- | -- | - | - | - | -- | -- | -- | - |
| Dinamo Zagreb | 3  | 2 | 1 | 0 | 4  | 2  | +2 | 7 |
| Derby County  | 3  | 1 | 1 | 1 | 1  | 1  | 0  | 4 |
| Wolfsburg     | 3  | 1 | 0 | 2 | 5  | 5  | 0  | 3 |
| Everton       | 3  | 0 | 2 | 1 | 1  | 3  | −2 | 2 |

| ngày 17 tháng 10 năm 2017 | Everton    | 1–3    | Wolfsburg                                   | Southport                                  |  |
| 19:00 BST (UTC+1)         | Mathis 23' | Report | Saglam 59' · El-Haibi 74' · Blaz Kramer 85' | Sân vận động: Merseyrail Community Stadium |  |

| ngày 1 tháng 11 năm 2017 | Derby County    | 1–0    | Wolfsburg | Derby                            |  |
| 19:00 GMT                | Franke og' (75) | Report |           | Sân vận động: Pride Park Stadium |  |

| ngày 29 tháng 11 năm 2017 | Dinamo Zagreb                                 | 3–2    | Wolfsburg               | Aldershot                               |  |
| 19:00 GMT                 | Knežević 39' · Miklić 58' · Stolnik 68' (pen) | Report | Möbius 11' · Kramer 63' | Sân vận động: Electric Services Stadium |  |

| ngày 5 tháng 12 năm 2017 | Derby County | 0–0               | Everton | Derby                            |  |
| 19:00 GMT                |              | Report 1 Report 2 |         | Sân vận động: Pride Park Stadium |  |

| ngày 15 tháng 12 năm 2017 | Everton | 0–0               | Dinamo Zagreb | Southport                                                          |  |
| 19:00 GMT                 |         | Report 1 Report 2 | Endri Çekiçi  | Sân vận động: Merseyrail Community Stadium Trọng tài: Matt Donohue |  |

| ngày 19 tháng 12 năm 2017 | Derby County | 0–1    | Dinamo Zagreb | Burton-upon-Trent              |  |
| 19:00 GMT                 |              | Report | Cuze 26'      | Sân vận động: St George's Park |  |

### Bảng D
| Đội               | Tr | T | H | B | BT | BB | HS | Đ |
| ----------------- | -- | - | - | - | -- | -- | -- | - |
| Manchester United | 3  | 3 | 0 | 0 | 6  | 2  | +4 | 9 |
| Swansea City      | 3  | 1 | 0 | 2 | 7  | 4  | +3 | 3 |
| Athletic Bilbao   | 3  | 1 | 0 | 2 | 4  | 4  | 0  | 3 |
| Celtic            | 3  | 1 | 0 | 2 | 2  | 9  | −7 | 3 |

| ngày 30 tháng 9 năm 2017 | Swansea City                                                | 6–0    | Celtic | Swansea                               |  |
| 14:00 BST (UTC+1)        | McBurnie 37' · J. Fulton 49' · Dyer 74' 84' · James 80' 90' | Report |        | Sân vận động: Landore Training Ground |  |

| ngày 25 tháng 10 năm 2017 | Athletic Bilbao | 1–2             | Celtic                           | Woking                          |  |
| 19:00 BST (UTC+1)         | Vicente 47'     | Report Report 2 | Johnston 13' · Bernaola og' (58) | Sân vận động: Kingfield Stadium |  |

| ngày 4 tháng 11 năm 2017 | Manchester United    | 2–1               | Swansea City    | Leigh                                                                      |  |
| 14:00 GMT                | Wilson 59' (pen) 67' | Report 1 Report 2 | Gorré 90' (pen) | Sân vận động: Leigh Sports Village Lượng khán giả: 1009 Trọng tài: Johnson |  |

| ngày 15 tháng 11 năm 2017 | Manchester United          | 2–1               | Athletic Bilbao | Leigh                              |  |
| 19:00 GMT                 | Wilson 48' · McTominay 81' | Report 1 Report 2 | Guruzeta 10'    | Sân vận động: Leigh Sports Village |  |

| ngày 2 tháng 12 năm 2017 | Manchester United | 2–0               | Celtic | Leigh                                                       |  |
| 14:00 GMT                | Wilson 28' 82'    | Report 1 Report 2 |        | Sân vận động: Leigh Sports Village Trọng tài: D. Richardson |  |

| ngày 20 tháng 12 năm 2017 | Swansea City              | 0–2    | Athletic Bilbao   | Swansea                                                        |  |
| 19:00 GMT                 | Marić 90' · Garrick 90+3' | Report | Vicente 89' 90+1' | Sân vận động: Landore Training Ground Trọng tài: Savvas Yianni |  |

### Bảng E
| Đội           | Tr | T | H | B | BT | BB | HS | Đ |
| ------------- | -- | - | - | - | -- | -- | -- | - |
| Arsenal       | 3  | 2 | 1 | 0 | 6  | 2  | +4 | 7 |
| Porto         | 3  | 2 | 0 | 1 | 3  | 1  | +2 | 6 |
| Bayern Munich | 3  | 1 | 0 | 2 | 3  | 6  | −3 | 3 |
| Reading       | 3  | 0 | 1 | 2 | 0  | 3  | −3 | 1 |

| 22 tháng 9 năm 2017 | Reading | 0–2               | Porto                            | Southampton                                              |  |
| 19:00 BST (UTC+1)   |         | Report 1 Report 2 | Galeno 82' · Pereira 90' (ph.đ.) | Sân vận động: Staplewood Campus Trọng tài: Savvas Yianni |  |

| ngày 17 tháng 11 năm 2017 | Arsenal    | 1–0               | Porto | Borehamwood               |  |
| 19:00 GMT                 | Nelson 51' | Report 1 Report 2 |       | Sân vận động: Meadow Park |  |

| ngày 30 tháng 11 năm 2017 | Arsenal | 0–0               | Reading | Borehamwood                                    |  |
| 19:00 GMT                 |         | Report 1 Report 2 |         | Sân vận động: Meadow Park Trọng tài: Alan Dale |  |

| ngày 8 tháng 12 năm 2017 | Reading | 0–1    | Bayern Munich | High Wycombe                                    |  |
| 19:00 GMT                |         | Report | Tarnat 12'    | Sân vận động: Adams Park Trọng tài: Allan Young |  |

| ngày 23 tháng 1 năm 2018 | Arsenal                                                                          | 5–2      | Bayern Munich            | Borehamwood                                    |  |
| 19:00 GMT                | Dragomir 30' · Willock 36' · Osei-Tutu 77' · Reine-Adélaïde 78' · Smith Rowe 84' | Chi tiết | Awoudja 48' · Wriedt 60' | Sân vận động: Meadow Park Trọng tài: Alan Dale |  |

| ngày 26 tháng 1 năm 2018 | Bayern Munich | 0–1      | Porto               | Aldershot                                                         |  |
| 19:00 GMT                |               | Chi tiết | Pereira 45+1' (pen) | Sân vận động: Electric Services Stadium Trọng tài: Samuel Allison |  |

### Bảng F
| Đội               | Tr | T | H | B | BT | BB | HS  | Đ |
| ----------------- | -- | - | - | - | -- | -- | --- | - |
| Villarreal        | 3  | 3 | 0 | 0 | 8  | 2  | +6  | 9 |
| Tottenham Hotspur | 3  | 1 | 1 | 1 | 10 | 7  | +3  | 4 |
| Benfica           | 3  | 1 | 1 | 1 | 7  | 6  | +1  | 4 |
| West Ham United   | 3  | 0 | 0 | 3 | 2  | 12 | −10 | 0 |

| ngày 31 tháng 8 năm 2017 | Tottenham Hotspur                                                              | 7–2               | West Ham United                   | Stevenage                                                             |  |
| 19:00 BST (UTC+1)        | Maghoma 11' · Sterling 13' 63' · Pritchard 51' · Shashoua 59' 68' · Duncan 65' | Report 1 Report 2 | Scully 28' pen · Martínez 81' pen | Sân vận động: Broadhall Way Lượng khán giả: 630 Trọng tài: Alan Young |  |

| ngày 20 tháng 9 năm 2017 | Villarreal                             | 3–2    | Benfica                 | Lancing                   |  |
| 19:00 BST (UTC+1)        | Moreno 37' · Montolio 86' · Poveda 90' | Report | Tavares 48' · Félix 87' | Sân vận động: Culver Road |  |

| ngày 4 tháng 10 năm 2017 | West Ham United | 0–3    | Villarreal        | Dagenham                    |  |
| 19:00 BST (UTC+1)        |                 | Report | Dalmau 1' 35' 68' | Sân vận động: Victoria Road |  |

| ngày 14 tháng 11 năm 2017 | Tottenham Hotspur | 0–2    | Villarreal             | Stevenage                   |  |
| 19:00 GMT                 |                   | Report | Cedrés 30' · Riera 45' | Sân vận động: Broadhall Way |  |

| ngày 21 tháng 11 năm 2017 | West Ham United | 0–2               | Benfica       | Billericay              |  |
| 19:00 GMT                 |                 | Report 1 Report 2 | Júnior 8' 26' | Sân vận động: AGP Arena |  |

| ngày 24 tháng 1 năm 2018 | Tottenham Hotspur                   | 3–3      | Benfica                              | Stevenage                                         |  |
| 19:00 GMT                | Tracey 39' · Roles 50' · Walkes 55' | Chi tiết | Félix 21' · Tavares 46' · Santos 79' | Sân vận động: Broadhall Way Trọng tài: Alan Young |  |

### Bảng xếp hạng các đội nhì bảng
| Đội               | Tr | T | H | B | BT | BB | HS | Đ |
| ----------------- | -- | - | - | - | -- | -- | -- | - |
| Newcastle United  | 3  | 2 | 0 | 1 | 6  | 4  | +2 | 6 |
| Porto             | 3  | 2 | 0 | 1 | 3  | 1  | +2 | 6 |
| Tottenham Hotspur | 3  | 1 | 1 | 1 | 10 | 7  | +3 | 4 |
| Leicester City    | 3  | 1 | 1 | 1 | 5  | 4  | +1 | 4 |
| Derby County      | 3  | 1 | 1 | 1 | 1  | 1  | 0  | 4 |
| Swansea City      | 3  | 1 | 0 | 2 | 7  | 4  | +3 | 3 |

## Vòng đấu loại trực tiếp
|  | Tứ kết            | Tứ kết            | Tứ kết     |            |                  | Bán kết          | Bán kết | Bán kết |  |  | Chung kết | Chung kết | Chung kết |  |
|  |                   |                   |            |            |                  |                  |         |         |  |  |           |           |           |  |
|  | Arsenal           | Arsenal           | 2          |            |                  |                  |         |         |  |  |           |           |           |  |
|  | Arsenal           | Arsenal           | 2          |            |                  |                  |         |         |  |  |           |           |           |  |
|  | Dinamo Zagreb     | Dinamo Zagreb     | 1          |            |                  |                  |         |         |  |  |           |           |           |  |
|  | Dinamo Zagreb     | Dinamo Zagreb     | 1          |            | Arsenal          | Arsenal          | 2 (P)   |         |  |  |           |           |           |  |
|  |                   |                   |            |            | Arsenal          | Arsenal          | 2 (P)   |         |  |  |           |           |           |  |
|  |                   |                   | Villarreal | Villarreal | 2                |                  |         |         |  |  |           |           |           |  |
|  | Manchester United | Manchester United | Villarreal | Villarreal | 2                | 0                |         |         |  |  |           |           |           |  |
|  | Manchester United | Manchester United |            |            |                  |                  |         |         |  |  |           |           |           |  |
|  | Villarreal        | Villarreal        | 2          |            |                  |                  |         |         |  |  |           |           |           |  |
|  | Villarreal        | Villarreal        | 2          |            | Arsenal          | Arsenal          | 0       |         |  |  |           |           |           |  |
|  |                   |                   |            |            |                  |                  |         |         |  |  |           |           |           |  |
|  |                   |                   | Porto      | Porto      | 1                |                  |         |         |  |  |           |           |           |  |
|  | Sunderland        | Sunderland        | Porto      | Porto      | 1                | 2                |         |         |  |  |           |           |           |  |
|  | Sunderland        | Sunderland        |            |            |                  |                  |         |         |  |  |           |           |           |  |
|  | Newcastle United  | Newcastle United  | 2 (P)      |            |                  |                  |         |         |  |  |           |           |           |  |
|  | Newcastle United  | Newcastle United  | 2 (P)      |            | Newcastle United | Newcastle United | 0       |         |  |  |           |           |           |  |
|  |                   |                   |            |            | Newcastle United | Newcastle United | 0       |         |  |  |           |           |           |  |
|  |                   |                   | Porto      | Porto      | 1                |                  |         |         |  |  |           |           |           |  |
|  | Liverpool         | Liverpool         | Porto      | Porto      | 1                | 1                |         |         |  |  |           |           |           |  |
|  | Liverpool         | Liverpool         |            |            |                  |                  |         |         |  |  |           |           |           |  |
|  | Porto             | Porto             | 2          |            |                  |                  |         |         |  |  |           |           |           |  |

### Tứ kết
| 24 tháng 1 năm 2018 | Arsenal                   | 2–1               | Dinamo Zagreb | Borehamwood                                           |  |
| 14:00 GMT           | Willock 28' · Dasilva 89' | Report 1 Report 2 | Miklić 75'    | Sân vận động: Meadow Park Trọng tài: Daniel Middleton |  |

| 27 tháng 2 năm 2018 | Manchester United | 0–2               | Villarreal               | Leigh                              |  |
| 19:00 GMT           |                   | Report 1 Report 2 | Dalmau 48' · Pedrito 50' | Sân vận động: Leigh Sports Village |  |

| 28 tháng 2 năm 2018 | Liverpool  | 1–2    | Porto                   | Birkenhead                 |  |
| 19:00 GMT           | Virtue 33' | Report | Costa 58' · Irala 90+6' | Sân vận động: Prenton Park |  |

| 7 tháng 3 năm 2018 | Sunderland          | 2–2 (s.h.p.) (10–11 p) | Newcastle United         | Sunderland                     |  |
| 19:00 GMT | Gooch 38' (pen) 69' | Report 1 Report 2 | Good 28' · Roberts 90+2' | Sân vận động: Stadium of Light |  |
| |                     | Loạt sút luân lưu |                          |                                |  |
| Hackett · Embleton · Hume · Molyneux · Diamond · Gamble · Galloway · Robson · Storey · Mbunga-Kimpioka · Stryjek · Hackett |                     | Charman · Ben El-Mhanni · Good · Hunter · Sangare · Fernández · Gallagher · Smith · Newberry · Yarney · Woolston · Charman |                          |                                |  |

### Bán kết
| 10 tháng 4 năm 2018                            | Arsenal                           | 2–2 (s.h.p.) (5–4 p)                           | Villarreal                 | Highbury, London                                     |  |
| 19:00 BST                                      | John-Jules 8' · Gilmour 19' (pen) | Report 1 Report 2                              | Dalmau 21' · Franquesa 40' | Sân vận động: Emirates Stadium Trọng tài: Alan Young |  |
|                                                |                                   | Loạt sút luân lưu                              |                            |                                                      |  |
| Gilmour · Dasilva · Fortune · Willock · Medley |                                   | Quintillà · Fernández · Chuca · Mesa · Pedrito |                            |                                                      |  |

| 12 tháng 4 năm 2018 | Newcastle United | 0–1               | Porto        | Newcastle upon Tyne          |  |
| 19:00 BST           |                  | Report 1 Report 2 | Reabciuk 89' | Sân vận động: St James' Park |  |

### Chung kết
| 8 tháng 5 năm 2018 | Arsenal | 0–1               | Porto          | London                                                   |  |
| 19:00 BST (UTC+1)  |         | Report 1 Report 2 | Madi Queta 10' | Sân vận động: Emirates Stadium Trọng tài: Thomas Bramall |  |